# John McEnroe
John Patrick McEnroe, Jr. (Wiesbaden, 16 de fevereiro de 1959) é um ex-tenista profissional alemão naturalizado norte-americano foi o número 1 do mundo no ranking da ATP em simples e em duplas, também famoso pelas suas partidas épicas contra Björn Borg, Jimmy Connors e Ivan Lendl.
John McEnroe até os dias de hoje foi o último tenista a conseguir ser o número 1 do mundo em simples e duplas simultânemente.
Possui o recorde de maior número de torneios vencidos simultaneamente em simples e duplas: (29 vezes).
Recorde de maior quantidade de partidas de duplas vencidas numa só temporada: (78), em 1979.
Recorde de melhor percentual de vitórias numa só temporada: (96,3%) com 82v-3d em 1984.

## Biografia
Reconhecido como um dos tenistas mais temperamentais da história, McEnroe tinha o hábito de xingar os juízes, atirar raquetes longe (quando não as quebrava) e reclamar acintosamente de lances em que julgava errada uma decisão do árbitro. Somente em janeiro de 1990 recebeu uma punição dura. Na disputa das oitavas-de-final do Open da Austrália, as broncas de McEnroe encontraram um juiz menos condescendente. Gerry Armstrong mostrou cartão vermelho para McEnroe, que foi expulso do torneio, arrumou as malas e voltou para casa.
Assim como Madonna, McEnroe foi treinado pelo preparador físico Rob Parr durante anos. O principal método de Parr é ensinar seus alunos a respirar com o estômago, fato essencial, segundo ele, para o controle das emoções.
Depois que abandonou o tênis, em 1992, McEnroe decidiu montar uma banda de rock, exibindo suas habilidades musicais com a guitarra. Enquanto participou de shows beneficentes e festas, fez sucesso. No final de julho de 1994, McEnroe promoveu um concerto na cidade italiana de Riccione, num ginásio para 2 mil pessoas. Apareceram apenas duzentos espectadores para prestigiar o ex-tenista. McEnroe também comenta partidas de tênis para a televisão e teve até um talk-show que foi cancelado com cinco meses de existência.
McEnroe é membro do International Tennis Hall of Fame desde 1999.

## Participações no cinema
- McEnroe fez participações especiais nos filmes A Herança de Mr. Deeds, Zohan: O agente bom de corte, Tratamento de Choque, Cada Um Tem A Gêmea Que Merece, Wimbledon (filme) e na série Never Have I Ever da Netflix.

## Estatísticas

### Finais de Grand Slams (24)

#### Simples (11)

##### Vitórias (7)
| Ano  | Torneio   | Adversário na final | Resultado da final      |
| 1979 | U.S. Open | Vitas Gerulaitis    | 7-5, 6-3, 6-3           |
| 1980 | U.S. Open | Björn Borg          | 7-6, 6-1, 6-7, 5-7, 6-4 |
| 1981 | Wimbledon | Björn Borg          | 4-6, 7-6, 7-6, 6-4      |
| 1981 | U.S. Open | Björn Borg          | 4-6, 6-2, 6-4, 6-3      |
| 1983 | Wimbledon | Chris Lewis         | 6-2, 6-2, 6-2           |
| 1984 | Wimbledon | Jimmy Connors       | 6-1, 6-1, 6-2           |
| 1984 | U.S. Open | Ivan Lendl          | 6-3, 6-4, 6-1           |

##### Finais perdidas (4)
| Ano  | Torneio       | Adversário na final | Resultado da final      |
| 1980 | Wimbledon     | Björn Borg          | 1-6, 7-5, 6-3, 6-7, 8-6 |
| 1982 | Wimbledon     | Jimmy Connors       | 3-6, 6-3, 6-7, 7-6, 6-4 |
| 1984 | Roland-Garros | Ivan Lendl          | 3-6, 2-6, 6-4, 7-5, 7-5 |
| 1985 | U.S. Open     | Ivan Lendl          | 7-6, 6-3, 6-4           |

#### Duplas masculinas (12)

##### Vitórias (9)
| Ano  | Torneio   | Parceiro       | Adversárion na final           | resultado da final        |
| 1979 | Wimbledon | Peter Fleming  | Brian Gottfried Raul Ramirez   | 4-6, 6-4, 6-2, 6-2        |
| 1979 | U.S. Open | Peter Fleming  | Robert Lutz Stan Smith         | 6-2, 6-4                  |
| 1981 | Wimbledon | Peter Fleming  | Robert Lutz Stan Smith         | 6-4, 6-4, 6-4             |
| 1981 | U.S. Open | Peter Fleming  | Heinz Gunthardt Peter McNamara | N/A                       |
| 1983 | Wimbledon | Peter Fleming  | Tim Gullikson Tom Gullikson    | 6-4, 6-3, 6-4             |
| 1983 | U.S. Open | Peter Fleming  | Fritz Buehning Van Winitsky    | 6-3, 6-4, 6-2             |
| 1984 | Wimbledon | Peter Fleming  | Pat Cash Paul McNamee          | 6-2, 5-7, 6-2, 3-6, 6-3   |
| 1989 | U.S. Open | Mark Woodforde | Ken Flach Robert Seguso        | 6-4, 4-6, 6-3, 6-3        |
| 1992 | Wimbledon | Michael Stich  | Jim Grabb Richey Reneberg      | 5-7, 7-6, 3-6, 7-6, 19-17 |

##### Finais perdidas (3)
| Ano  | Torneio   | Parceiro      | Adversários na final        | Resultado da final      |
| 1978 | Wimbledon | Peter Fleming | Bob Hewitt Frew McMillan    | 6-1, 6-4, 6-2           |
| 1980 | U.S. Open | Peter Fleming | Robert Lutz Stan Smith      | 7-6, 3-6, 6-1, 3-6, 6-3 |
| 1982 | Wimbledon | Peter Fleming | Peter McNamara Paul McNamee | 6-3, 6-2                |

#### Duplas mistas (1)

##### Vitórias (1)
| Ano  | Torneio       | Parceira     | Adversários na final       | Resultado da final |
| 1977 | Roland-Garros | Mary Carillo | Florenta Mihai Ivan Molina | 7-6, 6-3           |

#### Torneios do grand slam
| Torneio                  | 1977  | 1978  | 1979  | 1980  | 1981  | 1982  | 1983  | 1984  | 1985  | 1986  | 1987  | 1988  | 1989  | 1990  | 1991  | 1992  | Carreira SR | Vitórias/derrotas |
| ------------------------ | ----- | ----- | ----- | ----- | ----- | ----- | ----- | ----- | ----- | ----- | ----- | ----- | ----- | ----- | ----- | ----- | ----------- | ----------------- |
| Aberto da Austrália      | A     | A     | A     | A     | A     | A     | SF    | A     | QF    | NH    | A     | A     | QF    | EXP   | A     | QF    | 0 / 5       | 18-5              |
| Aberto da França         | 2R    | A     | A     | 3R    | QF    | A     | QF    | F     | SF    | A     | 1R    | 4R    | A     | A     | 1R    | 1R    | 0 / 10      | 25-10             |
| Wimbledon                | SF    | 1R    | 4R    | F     | V     | F     | V     | V     | QF    | A     | A     | 2R    | SF    | 1R    | 4R    | SF    | 3 / 14      | 58-11             |
| U.S. Open                | 4R    | SF    | V     | V     | V     | SF    | 4R    | V     | F     | 1R    | QF    | 2R    | 2R    | SF    | 3R    | 4R    | 4 / 16      | 66-12             |
| SR                       | 0 / 3 | 0 / 2 | 1 / 2 | 1 / 3 | 2 / 3 | 0 / 2 | 1 / 4 | 2 / 3 | 0 / 4 | 0 / 1 | 0 / 2 | 0 / 3 | 0 / 3 | 0 / 3 | 0 / 3 | 0 / 4 | 7 / 45      | N/A               |
| Vitórias-derrotas no ano | 9-3   | 5-2   | 9-1   | 15-2  | 18-1  | 11-2  | 18-3  | 20-1  | 18-4  | 0-1   | 4-2   | 5-3   | 10-3  | 8-3   | 5-3   | 12-4  | N/A         | 167-38            |

NH = torneio não ocorreu.
A = não participou do torneio.
EXP - expulso do torneio.
SR = relação entre o número de torneios em simples vencidos e o número de torneios disputados.

### Títulos e finais perdidas

#### Simples
McEnroe venceu 98 títulos em simples, incluindo 77 títulos "oficiais".

##### Vitórias (77), somente 76 repertoriadas no sítio da ATP
- * - não listado no sítio da ATP

| No. | Data | Torneio                                       | Superfície | Afversário na final | Resultado               |
| 1.  | 1978 | Hartford, Estados Unidos                      | Carpete    | Johan Kriek         | 6-2, 6-4                |
| 2.  | 1978 | San Francisco, Estados Unidos                 | Carpete    | Dick Stockton       | 2-6, 7-6, 6-2           |
| 3.  | 1978 | Estocolmo, Suécia                             | Dura (I)   | Tim Gullikson       | 6-2, 6-2                |
| 4.  | 1978 | Wembley, Inglaterra                           | Carpete    | Tim Gullikson       | 6-7, 6-4, 7-6, 6-2      |
| 5.  | 1978 | Masters, New York                             | Carpete    | Arthur Ashe         | 6-7, 6-3, 7-5           |
| 6.  | 1979 | New Orleans, Estados Unidos                   | Carpete    | Roscoe Tanner       | 6-4, 6-2                |
| 7.  | 1979 | Milão, Itália                                 | Carpete    | John Alexander      | 6-4, 6-3                |
| 8.  | 1979 | San José, Estados Unidos                      | Carpete    | Peter Fleming       | 7-6, 7-6                |
| 9.  | 1979 | Dallas WCT, Estados Unidos                    | Carpete    | Björn Borg          | 7-5, 4-6, 6-2, 7-6      |
| 10. | 1979 | London/Queen's Club, Inglaterra               | Grama      | Victor Pecci Sr.    | 6-7, 6-1, 6-1           |
| 11. | 1979 | South Orange, Estados Unidos                  | Saibro     | John Lloyd          | 6-7, 6-4, 6-0           |
| 12. | 1979 | U.S. Open, New York                           | Dura       | Vitas Gerulaitis    | 7-5, 6-3, 6-3           |
| 13. | 1979 | San Francisco, Estados Unidos                 | Carpete    | Peter Fleming       | 4-6, 7-5, 6-2           |
| 14. | 1979 | Estocolmo, Suécia                             | Dura       | Gene Mayer          | 6-7, 6-3, 6-3           |
| 15. | 1979 | Wembley, Inglaterra                           | Carpete    | Harold Solomon      | 6-3, 6-4, 7-5           |
| 16. | 1980 | Richmond WCT, Estados Unidos                  | Carpete    | Roscoe Tanner       | 6-1, 6-2                |
| 17. | 1980 | Memphis, Estados Unidos                       | Carpete    | Jimmy Connors       | 7-6, 7-6                |
| 18. | 1980 | Milão, Itália                                 | Carpete    | Vijay Amritraj      | 6-1, 6-4                |
| 19. | 1980 | London/Queen's Club, Inglaterra               | Grama      | Kim Warwick         | 6-3, 6-1                |
| 20. | 1980 | U.S. Open, New York                           | Dura       | Björn Borg          | 7-6, 6-1, 6-7, 5-7, 6-4 |
| 21. | 1980 | Brisbane, Austrália                           | Grama      | Phil Dent           | 6-3, 6-4                |
| 22. | 1980 | Sydney Indoor, Austrália                      | Dura (I)   | Vitas Gerulaitis    | 6-3, 6-4                |
| 23. | 1980 | Wembley, Inglaterra                           | Carpete    | Gene Mayer          | 6-4, 6-3, 6-3           |
| 24. | 1980 | *Montreal, Canadá - WCT Challenge Cup         | Carpete    | Vijay Amritraj      | 6-1, 6-2, 6-1           |
| 25. | 1981 | Boca Raton, Estados Unidos - Pepsi Grand Slam | Saibro     | Guillermo Vilas     | 6-7, 6-4, 6-0           |
| 26. | 1981 | Milão, Itália                                 | Carpete    | Björn Borg          | 7-6, 6-4                |
| 27. | 1981 | Frankfurt, Alemanha                           | Carpete    | Tomáš Šmíd          | 6-2, 6-3                |
| 28. | 1981 | Los Angeles, Estados Unidos                   | Dura       | Sandy Mayer         | 6-7, 6-3, 6-3           |
| 29. | 1981 | Dallas - WCT Finals, Estados Unidos           | Carpete    | Johan Kriek         | 6-1, 6-2, 6-4           |
| 30. | 1981 | London/Queen's Club, Inglaterra               | Grama      | Brian Gottfried     | 7-6, 7-5                |
| 31. | 1981 | Wimbledon, Londres                            | Grama      | Björn Borg          | 4-6, 7-6, 7-6, 6-4      |
| 32. | 1981 | Cincinnati, Estados Unidos                    | Dura       | Chris Lewis         | 6-3, 6-4                |
| 33. | 1981 | U.S. Open, New York                           | Dura       | Björn Borg          | 4-6, 6-2, 6-4, 6-3      |
| 34. | 1981 | Sydney Indoor, Austrália                      | Dura (I)   | Roscoe Tanner       | 6-4, 7-5, 6-2           |
| 35. | 1982 | Philadelphia, Estados Unidos                  | Carpete    | Jimmy Connors       | 6-3, 6-3, 6-1           |
| 36. | 1982 | San Francisco, Estados Unidos                 | Carpete    | Jimmy Connors       | 6-1, 6-3                |
| 37. | 1982 | Sydney Indoor, Austrália                      | Dura (I)   | Gene Mayer          | 6-4, 6-1, 6-4           |
| 38. | 1982 | Tokyo Indoor, Japão                           | Carpete    | Peter McNamara      | 7-6, 7-5                |
| 39. | 1982 | Wembley, Inglaterra                           | Carpete    | Brian Gottfried     | 6-3, 6-2, 6-4           |
| 40. | 1983 | Philadelphia, Estados Unidos                  | Carpete    | Ivan Lendl          | 4-6, 7-6, 6-4, 6-3      |
| 41. | 1983 | Dallas - WCT Finals, Estados Unidos           | Carpete    | Ivan Lendl          | 6-2, 4-6, 6-3, 6-7, 7-6 |
| 42. | 1983 | Forest Hills WCT, Estados Unidos              | Saibro     | Vitas Gerulaitis    | 6-3, 7-5                |
| 43. | 1983 | Wimbledon, Londres                            | Grama      | Chris Lewis         | 6-2, 6-2, 6-2           |
| 44. | 1983 | Sydney Indoor, Austrália                      | Dura (I)   | Henri Leconte       | 6-1, 6-4, 7-5           |
| 45. | 1983 | Wembley, Inglaterra                           | Carpete    | Jimmy Connors       | 7-5, 6-1, 6-4           |
| 46. | 1983 | Masters, New York                             | Carpete    | Ivan Lendl          | 6-3, 6-4, 6-4           |
| 47. | 1984 | Philadelphia, Estados Unidos                  | Carpete    | Ivan Lendl          | 6-3, 3-6, 6-3, 7-6      |
| 48. | 1984 | Richmond WCT, Estados Unidos                  | Carpete    | Steve Denton        | 6-3, 7-6                |
| 49. | 1984 | Madrid, Espanha                               | Carpete    | Tomáš Šmíd          | 6-0, 6-4                |
| 50. | 1984 | Bruxelas, Bélgica                             | Carpete    | Ivan Lendl          | 6-1, 6-3                |
| 51. | 1984 | Dallas - WCT Finals, Estados Unidos           | Carpete    | Jimmy Connors       | 6-1, 6-2, 6-3           |
| 52. | 1984 | Forest Hills WCT, Estados Unidos              | Saibro     | Ivan Lendl          | 6-4, 6-2                |
| 53. | 1984 | London/Queen's Club, Inglaterra               | Grama      | Leif Shiras         | 6-1, 3-6, 6-2           |
| 54. | 1984 | Wimbledon, Londres                            | Grama      | Jimmy Connors       | 6-1, 6-1, 6-2           |
| 55. | 1984 | Toronto, Canadá                               | Dura       | Vitas Gerulaitis    | 6-0, 6-3                |
| 56. | 1984 | U.S. Open, New York                           | Dura       | Ivan Lendl          | 6-4, 4-6, 7-5, 4-6, 6-3 |
| 57. | 1984 | San Francisco, Estados Unidos                 | Carpete    | Brad Gilbert        | 6-4, 6-4                |
| 58. | 1984 | Estocolmo, Suécia                             | Dura (I)   | Mats Wilander       | 6-2, 3-6, 6-2           |
| 59. | 1984 | Masters, New York                             | Carpete    | Ivan Lendl          | 7-5, 6-0, 6-4           |
| 60. | 1985 | Philadelphia, Estados Unidos                  | Carpete    | Miloslav Mečíř      | 6-3, 7-6, 6-1           |
| 61. | 1985 | Houston, Estados Unidos                       | Carpete    | Kevin Curren        | 7-5, 6-1, 7-6           |
| 62. | 1985 | Milão, Itália                                 | Carpete    | Anders Järryd       | 6-4, 6-1                |
| 63. | 1985 | Chicago, Estados Unidos                       | Carpete    | Jimmy Connors       | W/O                     |
| 64. | 1985 | Atlanta, Estados Unidos                       | Carpete    | Paul Annacone       | 7-6, 7-6, 6-2           |
| 65. | 1985 | Stratton Mountain, Estados Unidos             | Dura       | Ivan Lendl          | 7-6, 6-2                |
| 66. | 1985 | Montreal, Canadá                              | Dura       | Ivan Lendl          | 7-5, 6-3                |
| 67. | 1985 | Estocolmo, Suécia                             | Dura (i)   | Anders Järryd       | 6-1, 6-2                |
| 68. | 1986 | Los Angeles, Estados Unidos                   | Dura       | Stefan Edberg       | 6-2, 6-3                |
| 69. | 1986 | San Francisco, Estados Unidos                 | Carpete    | Jimmy Connors       | 7-6, 6-3                |
| 70. | 1986 | Scottsdale, Estados Unidos                    | Dura       | Kevin Curren        | 6-3, 3-6, 6-2           |
| 71. | 1988 | Tokyo Outdoor, Japão                          | Dura       | Stefan Edberg       | 6-2, 6-2                |
| 72. | 1988 | Detroit, Estados Unidos                       | Carpete    | Aaron Krickstein    | 7-5, 6-2                |
| 73. | 1989 | Lyon, França                                  | Carpete    | Jakob Hlasek        | 6-3, 7-6                |
| 74. | 1989 | Dallas WCT, Estados Unidos                    | Carpete    | Brad Gilbert        | 6-3, 6-3, 7-6           |
| 75. | 1989 | Indianápolis, Estados Unidos                  | Dura       | Jay Berger          | 6-4, 4-6, 6-4           |
| 76. | 1990 | Basiléia, Suíça                               | Dura (I)   | Goran Ivanišević    | 6-7, 4-6, 7-6, 6-3, 6-4 |
| 77. | 1991 | Chicago, Estados Unidos                       | Carpete    | Patrick McEnroe     | 3-6, 6-2, 6-4           |

##### Finais perdidas (32), somente 31 listadas no sítio da ATP
- * - não listada no sítio da ATP

| No. | Data | Torneio                             | Superfícies | Adversário na final | Resultado                                     |
| 1.  | 1978 | London/Queen's Club, Inglaterra     | Grama       | Tony Roche          | 8-6, 9-7                                      |
| 2.  | 1978 | Basiléia, Suíça                     | Dura (i)    | Guillermo Vilas     | 6-3, 5-7, 7-5, 6-4                            |
| 3.  | 1979 | Rotterdam, Países Baixos            | Carpete     | Björn Borg          | 6-4, 6-2                                      |
| 4.  | 1979 | Toronto, Canadá                     | Dura        | Björn Borg          | 6-3, 6-3                                      |
| 5.  | 1979 | Los Angeles, Estados Unidos         | Carpete     | Peter Fleming       | 6-4, 6-4                                      |
| 6.  | 1980 | Filadélfia, Estados Unidos          | Carpete     | Jimmy Connors       | 6-3, 2-6, 6-3, 3-6, 6-4                       |
| 7.  | 1980 | Dallas WCT, Estados Unidos          | Carpete     | Jimmy Connors       | 2-6, 7-6, 6-1, 6-2                            |
| 8.  | 1980 | Forest Hills WCT, Estados Unidos    | Saibro      | Vitas Gerulaitis    | 2-6, 6-2, 6-0                                 |
| 9.  | 1980 | Wimbledon, Londres                  | Grama       | Björn Borg          | 1-6, 7-5, 6-3, 6-7, 8-6                       |
| 10. | 1980 | South Orange, Estados Unidos        | Saibro      | José Luis Clerc     | 6-3, 6-2                                      |
| 11. | 1980 | Estocolmo, Suécia                   | Carpete     | Björn Borg          | 6-3, 6-4                                      |
| 12. | 1981 | Wembley, Inglaterra                 | Carpete     | Jimmy Connors       | 3-6, 2-6, 6-3, 6-4, 6-2                       |
| 13. | 1982 | Memphis, Estados Unidos             | Carpete     | Johan Kriek         | 6-3, 3-6 6-4                                  |
| 14. | 1982 | Dallas WCT, Estados Unidos          | Carpete     | Ivan Lendl          | 6-2, 3-6, 6-3, 6-3                            |
| 15. | 1982 | London/Queen's Club, Inglaterra     | Grama       | Jimmy Connors       | 7-5, 6-3                                      |
| 16. | 1982 | Wimbledon, Londres                  | Grama       | Jimmy Connors       | 3-6, 6-3, 6-7, 7-6, 6-4                       |
| 17. | 1982 | Masters, New York                   | Carpete     | Ivan Lendl          | 6-4, 6-4, 6-2                                 |
| 18. | 1983 | London/Queen's Club, Inglaterra     | Grama       | Jimmy Connors       | 6-3, 6-3                                      |
| 19. | 1983 | Cincinnati, Estados Unidos          | Dura        | Mats Wilander       | 6-4, 6-4                                      |
| 20. | 1983 | San Francisco, Estados Unidos       | Carpete     | Ivan Lendl          | 3-6, 7-6, 6-4                                 |
| 21. | 1984 | Roland-Garros, Paris                | Saibro      | Ivan Lendl          | 3-6, 2-6, 6-4, 7-5, 7-5                       |
| 22. | 1985 | Forest Hills, Estados Unidos        | Saibro      | Ivan Lendl          | 6-3, 6-3                                      |
| 23. | 1985 | U.S. Open, New York                 | Dura        | Ivan Lendl          | 7-6, 6-3, 6-4                                 |
| 24. | 1987 | Filadélfia, Estados Unidos          | Carpete     | Tim Mayotte         | 3-6, 6-1, 6-3, 6-1                            |
| 25. | 1987 | Rotterdam, Países Baixos            | Carpete     | Stefan Edberg       | 3-6, 6-3, 6-1                                 |
| 26. | 1987 | Bruxelas, Bélgica                   | Carpete     | Mats Wilander       | 6-3, 6-4                                      |
| 27. | 1987 | Dallas - WCT Finals, Estados Unidos | Carpete     | Miloslav Mečíř      | 6-0, 3-6, 6-2, 6-2                            |
| 28. | 1987 | *Stratton Mountain, Estados Unidos  | Dura        | Ivan Lendl          | 7-6, 1-4 dividido - partida cancelada (chuva) |
| 29. | 1988 | Indianápolis, Estados Unidos        | Dura        | Boris Becker        | 6-4, 6-2                                      |
| 30. | 1989 | Montreal, Canadá                    | Dura        | Ivan Lendl          | 6-1, 6-3                                      |
| 31. | 1989 | Toulouse, França                    | Dura (i)    | Jimmy Connors       | 6-3, 6-3                                      |
| 32. | 1991 | Basiléia, Suíça                     | Dura (i)    | Jakob Hlasek        | 7-6, 6-0, 6-3                                 |